# 猛獁校

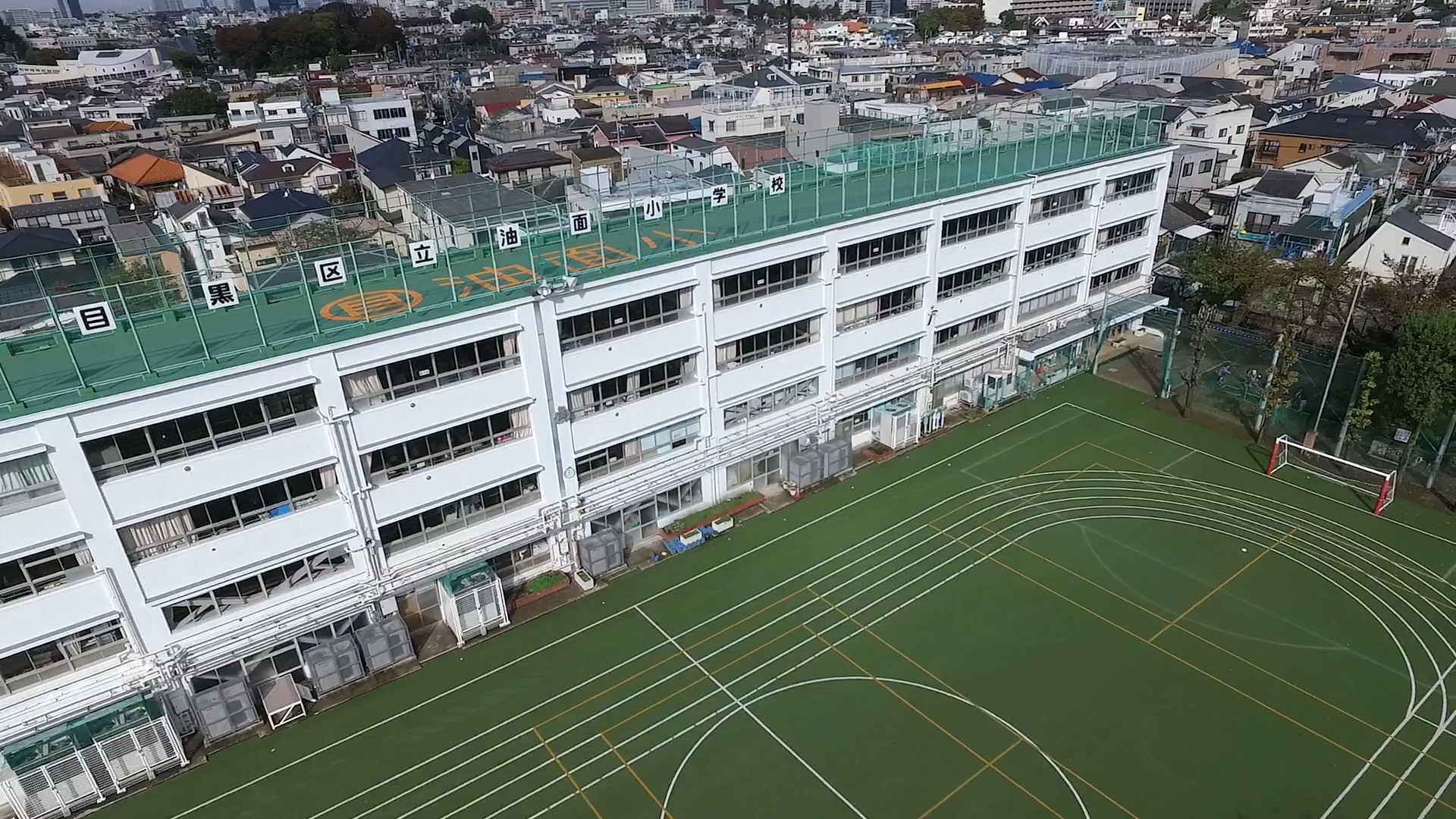
頂樓設備規整化後，設有體操區和圍欄的日本小學（東京目黑區立油面小學校，攝於2015年12月4日）

猛獁校（日语：／ manmosu kō）是日本昭和年代出現的教育業界用詞，約1970-90年間廣為使用，指學生人數龐大的學校，特別是小學與中學。
1970年代起日本城市化進入高速期，大量鄉村人口湧入東京、大阪等大城市務工，由於沒有戶口管制，人人可以舉家自由遷徙，所以跟隨務工者進入城市的還有其子女。城市中原本設定給當地社區的學校規模在短時間內突然增加大量學生，但新學校又來不及興建，鄉村教師轉移到城市的速度也較慢，只好在學校現有軟硬體中想各種辦法塞進全部學生，例如大班制教學、啟用頂樓當運動場、辦公室移往校外附近，空出校內空間……等等，這種人數急速增多但軟硬體未增的學校就被稱為猛獁校。
之後昭和年間只要是學生數超過一千多人，每一年級300人以上的學校都被稱為猛獁校，成為社會普遍名詞。猛獁校的中學部門產生較多社會問題，叛逆期的青少年在擁擠的學校和市區生活產生的摩擦和校園幫派。90年代後隨著日本泡沫經濟潰散擠入城市的風潮減緩，甚至有人開始返回中小型城市、加上新學校的建設大量完工，21世紀後少子化效果也開始顯露，猛獁校現象今日已漸漸消失。